# Flower of evil
Flower of Evil (en hangul, 악의 꽃; romanització revisada del coreà, Akui Kkot) és una sèrie de televisió sud-coreana protagonitzada per Lee Joon-gi, Moon Chae-won, Jang Hee-jin i Seo Hyun-woo. Es va emetre a tvN tots els dimecres i dijous del 29 de juliol al 23 de setembre de 2020, i es va transmetre internacionalment a Netflix, iQIYI, Viki i ViuTV amb subtítols en diversos idiomes. Lee i Moon ja havien protagonitzat anteriorment Criminal Minds, i va ser el retorn de Lee a la televisió després de dos anys.

## Sinopsi
Baek Hee-sung (Lee Jong-gi) és un home que oculta la seva identitat i el seu passat a la seva esposa Cha Ji-won (Moon Chae-won), una detectiu. Semblen ser la família perfecta: una parella amorosa amb una filla preciosa que s'estima molt els seus pares. Cha Ji-won i els seus companys de treball comencen a investigar una serie d'assassinats sense resoldre i s'enfronta a la realitat de que el seu marit aparentment perfecte pot estar ocultant algun obscur secret.